# Gabon ai Giochi della XX Olimpiade
Il Gabon partecipò ai Giochi della XX Olimpiade che si sono svolti a Monaco di Baviera dal 26 agosto all'11 settembre 1972, con una delegazione di un solo atleta, il pugile Joseph Mbouroukounda. Fu la prima partecipazione di questo paese ai Giochi. Non fu conquistata nessuna medaglia.